# Robert Cailliau

WWW – historické logo vytvořené Robertem Cailliau

Robert Cailliau (čti robér kajjió; * 26. ledna 1947 Tongeren) je belgický inženýr informatiky a počítačový vědec, který spolu s Sirem Timem Berners-Leem vytvořil WWW neboli World Wide Web.

## Životopis
Cailliau se narodil v belgickém městě Tongeren. V roce 1958 se přestěhoval s rodiči do Antverp. Po střední škole absolvoval v roce 1969 Gentskou univerzitu jako inženýr v elektrotechnice a strojírenství (Burgerlijk Werktuigkundig en Elektrotechnisch ingenieur). Má také titul MSc z Michiganské univerzity v počítačové, informační a řídicí technice (1971).
Během své vojenské služby v belgické armádě udržoval Fortranské programy pro simulaci přesunů. V prosinci 1974 začal pracovat ve švýcarském CERNu v divizi Proton Synchrotron (PS) na řídícím systému urychlovače. V dubnu 1987 odešel z divize PS a stal se vedoucím skupiny počítačových systémů v divizi zpracování dat. V roce 1989 navrhl Tim Berners-Lee hypertextový systém pro přístup k různorodé dokumentaci a v souvislosti s CERNem od září do prosince 1990 navrhl systém World Wide Web. Během této doby spolu s Cailliau napsali návrh na financování projektu. Cailliau se později stal klíčovým zastáncem projektu a spolu s Nicolou Pellow vyvinul první webový prohlížeč pro Mac OS, MacWWW.
V roce 1993 ve spolupráci s Fraunhofer Gesellschaft Cailliau vytvořil první on-line projekt Evropské komise pro šíření informací v Evropě (WISE) a zasadil se o to, že CERN uvolnil webovou technologii do public domain.
V prosinci 1993 Cailliau svolal první mezinárodní konferenci o WWW, která se konala v květnu 1994 v CERNu. Na konferenci se sešlo 380 internetových průkopníků, což byl mezník ve vývoji webu. Konference vedla k formování Mezinárodního řídícího výboru konference WWW, která od té doby pořádá každoroční konference. Cailliau byl členem výboru od roku 1994 do roku 2002.
V roce 1994 spustil Cailliau „Web pro školy“ z projektu Evropské komise, kterým zavedl web jako zdroj pro vzdělávání. Když pomohl převést vývoj webových aplikací z CERNu na World Wide Web Consortium, věnoval svůj čas veřejné komunikaci. Do předčasného důchodu odešel z CERNu v lednu 2007.
Cailliau je nyní aktivním členem Newropeans, což je transevropské politické hnutí, pro které spolu s Luca Cominassi nedávno vypracovali návrh týkající se evropské informační společnosti.
Cailliau prohlašuje na svých internetových stránkách, že je ateista. Veřejně přednáší o minulosti a budoucnosti World Wide Web a přednesl úvodní projev na výroční konferenci vývojářů Runtime revolution ve skotském Edinburghu dne 1. září 2009.

## Ocenění
- 1995: ACM Software System Award (spolu s Tim Berners-Lee)[12]
- 1999: Cena Christopha Plantina, Antverpy
- 1999: Dr. Hon. Southern Cross University[13]
- 2000: Dr. Hon. univerzity v Gentu
- 2001: Médaille Genève Reconnaissante (s Timem Berners-Lee)
- 2004: Rytíř Řádu krále Leopolda (udělen králem Albertem II. Belgickým)
- 2006: Čestné občanství města Tongeren
- 2008: Zlatá medaile Vlámské akademie věd
- 2009: Dr. Hon. univerzity v Lutychu (s Timem Berners-Lee)
- 2010: Čestná cena Best od Swiss Web[14]

## Práce
- GILLIES, James; CAILLIAU, Robert. How the Web Was Born: The Story of the World Wide Web. Oxford Paperbacks, 2000. ISBN 0-19-286207-3